# موسى بلاه
موسى بلاه (بالإنجليزية: Moses Blah)‏ (و. 1947 – 2013 م) هو دبلوماسي من ليبيريا .